# EKO (Siegel)

Das EKO-Siegel

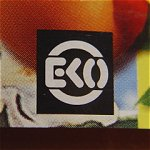
EKO-Siegel auf einem Marmeladenglas

Das EKO-Siegel ist ein Bio-Siegel und wird von der niederländischen Organisation Stichting EKO-keurmerk vergeben. Das Siegel bestätigt die Einhaltung der Bestimmungen für Produkte aus ökologischer Landwirtschaft. Das niederländische EKO-Siegel ergänzt das Europäische Bio-Siegel, das im Auftrag des niederländischen Ministeriums für Landwirtschaft, Natur und Lebensmittelqualität von der Inspektionsorganisation Skal vergeben wird.